# Bozeman, Montana
Bozeman là một thành phố và thủ phủ quận của quận Gallatin, bang Montana, Hoa Kỳ, ở phía tây nam của bang. Theo điều tra dân số 2010 dân số thành phố Bozeman là 37.280 người, là thành phố lớn thứ tư trong tiểu bang. Đây là thành phố chính của khu vực tiểu đô thị Bozeman, trong đó bao gồm tất cả quận Gallatin.
Thành phố này được đặt tên theo John M. Bozeman người thiết lập đường mòn Bozeman và là người sáng lập chính của thị trấn vào tháng 8 năm 1864. Thị xã đã được thành lập vào tháng 4 năm 1883 với một hình thức hội đồng thành phố của chính phủ và sau này trong tháng 1 năm 1922 thành phố chuyển sang hình thức chính quyền quản lý thành phố hiện hiện tại của nó. Bozeman tọa lạc tại một trong những quận phát triển nhanh nhất tại Hoa Kỳ. Bozeman được bầu làm một thành phố toàn Mỹ trong năm 2001 theo bầu chọn của National Civic League..
Bozeman có Đại học Công lập Montana - Bozeman. Các tờ báo địa phương là Bozeman Chronicle hàng ngày, và thành phố có sân bay Gallatin.